# ウィリアム・モリス

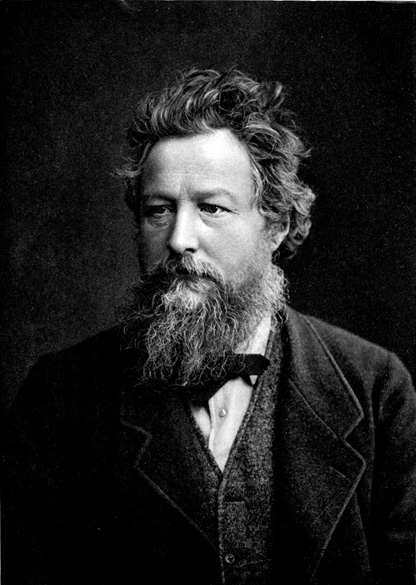
ウィリアム・モリス

ウィリアム・モリス（William Morris、 1834年3月24日 - 1896年10月3日）は、19世紀イギリスのテキスタイルデザイナー、詩人、ファンタジー作家、アーティスト（作家）、印刷者、翻訳家、建築保護運動家、社会主義活動家。及びこれら多方面に関わるアーツ・アンド・クラフツ運動主導者。多方面で精力的に活動し、それぞれの分野で大きな業績を挙げた。「モダンデザインの父」と呼ばれる。また、架空の中世的世界を舞台にした『世界のかなたの森』など多くのロマンスを創作し、モダン・ファンタジーの父と目される。ロード・ダンセイニやJ・R・R・トールキンにも影響を与えた。

## 経歴
- 1834年、ロンドン・シティの証券仲買人の子としてロンドン北部ウォルサムストウ（en, 当時はエセックス、現ロンドン市ウォルサム・フォレスト区）に生まれた。父は投資で巨額の富を得たが、モリス13歳のときに死去。
- 聖職者になることを志し、オックスフォード大学に入学。ジョン・ラスキンの著書を愛読し、大きな影響を受けた。成年になり父の遺産を相続。友人エドワード・バーン＝ジョーンズらとフランスに旅行し、芸術家を志望するようになった。
- 1856年、建築家ストリートの事務所に入所、フィリップ・ウェッブと知り合う。事務所を辞めた後、インテリア装飾や詩集の自費出版などを行う。
- 1859年、ジェーン・バーデンと結婚、翌年フィリップ・ウェッブ設計の新居・レッド・ハウス（赤い家、1860年）に移る。
  - ジェーンはモリスの年長の友人である画家ダンテ・ゲイブリエル・ロセッティをはじめとするラファエル前派のモデルで、2人はそこで知り合った。レッドハウスは市街地から離れた郊外にあり、ジェーンが寂しさの余りノイローゼ気味になってしまったため数年後に転居した。
- 1861年、モリス・マーシャル・フォークナー商会を設立し、ステンドグラス、家具などを制作。
- 1865年、ブルームスベリーに移転。叙事詩「地上の楽園」を1861-1870年に完成させ、詩人としても名声を得た。
- 1871年、ケルムスコット（英語版）の邸宅を別荘として借りた。
- 1875年、モリス・マーシャル・フォークナー商会を解散し、単独でモリス商会を設立[4]。
- 1878年、ハマースミスに転居し、別荘のあったケルムスコットに因んで「ケルムスコット・ハウス」と名付けた。
- 1883年、民主連盟に参加し、マルクスの『資本論』を読んだ。
- 1885年、社会主義同盟を結成。
- 1891年、ケルムスコットプレスを設立、美しい装丁の書物を出版した（後に『チョーサー著作集』などを刊行）。
- 1892年、詩人アルフレッド・テニスンが死去し、モリスは桂冠詩人に推薦されたが辞退した。
- 1896年、病気のため死去。

## モリスの活動
ヴィクトリア朝のイギリスでは産業革命の成果により工場で大量生産された商品があふれるようになった。反面、かつての職人はプロレタリアートになり、労働の喜びや手仕事の美しさも失われてしまった。モリスは中世に憧れて、モリス商会（Morris & Co.）を設立し、インテリア製品や美しい書籍を作り出した（植物の模様の壁紙やステンドグラスが有名）。生活と芸術を一致させようとするモリスのデザイン思想とその実践（アーツ・アンド・クラフツ運動）は各国に大きな影響を与え、20世紀のモダンデザインの源流にもなったといわれる。
プロレタリアートを解放し、生活を芸術化するために、根本的に社会を変えることが不可欠だと考えたモリスはマルクス主義を熱烈に信奉し、E. B. バックスやエリノア・マルクス（カール・マルクスの娘）らと行動をともにした。エリノアらとヘンリー・ハインドマンの社会民主連盟を脱退し、1885年、社会主義同盟を結成、その後、再びエリノアらと脱退し、エリノアらとハマスミス社会主義協会を結成した。

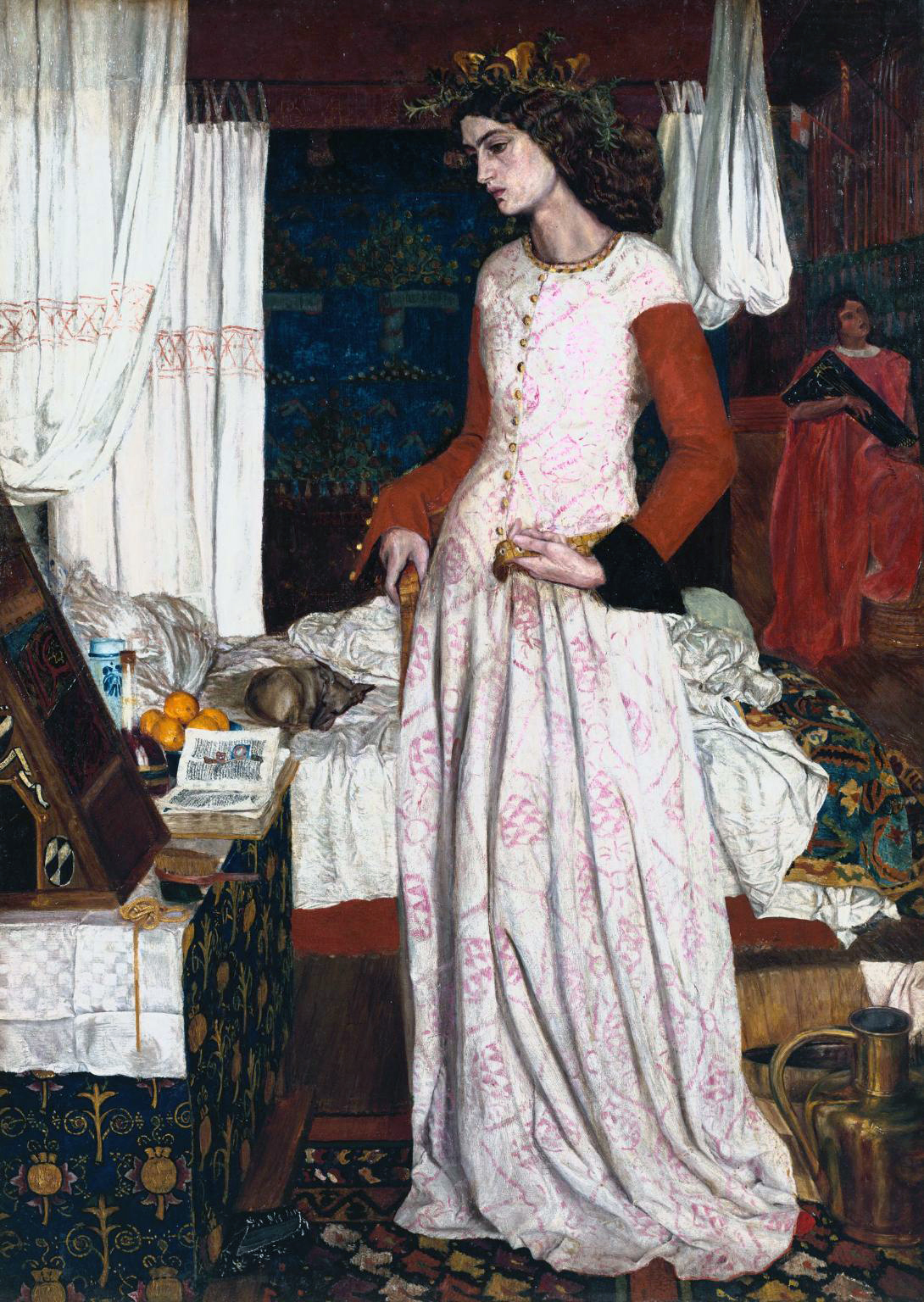
絵画 "La Belle Iseult"(麗しのイズールト、1858)、モデルは結婚前のジェーン[5]。
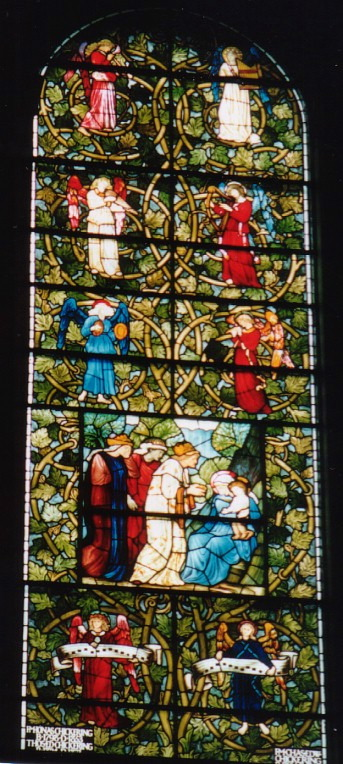
エドワード・バーン＝ジョーンズと共作のステンドグラス、『The Worship of the Magi』、トリニティー教会
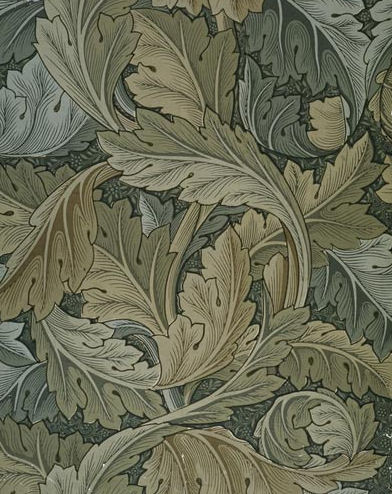
壁紙 (1875)
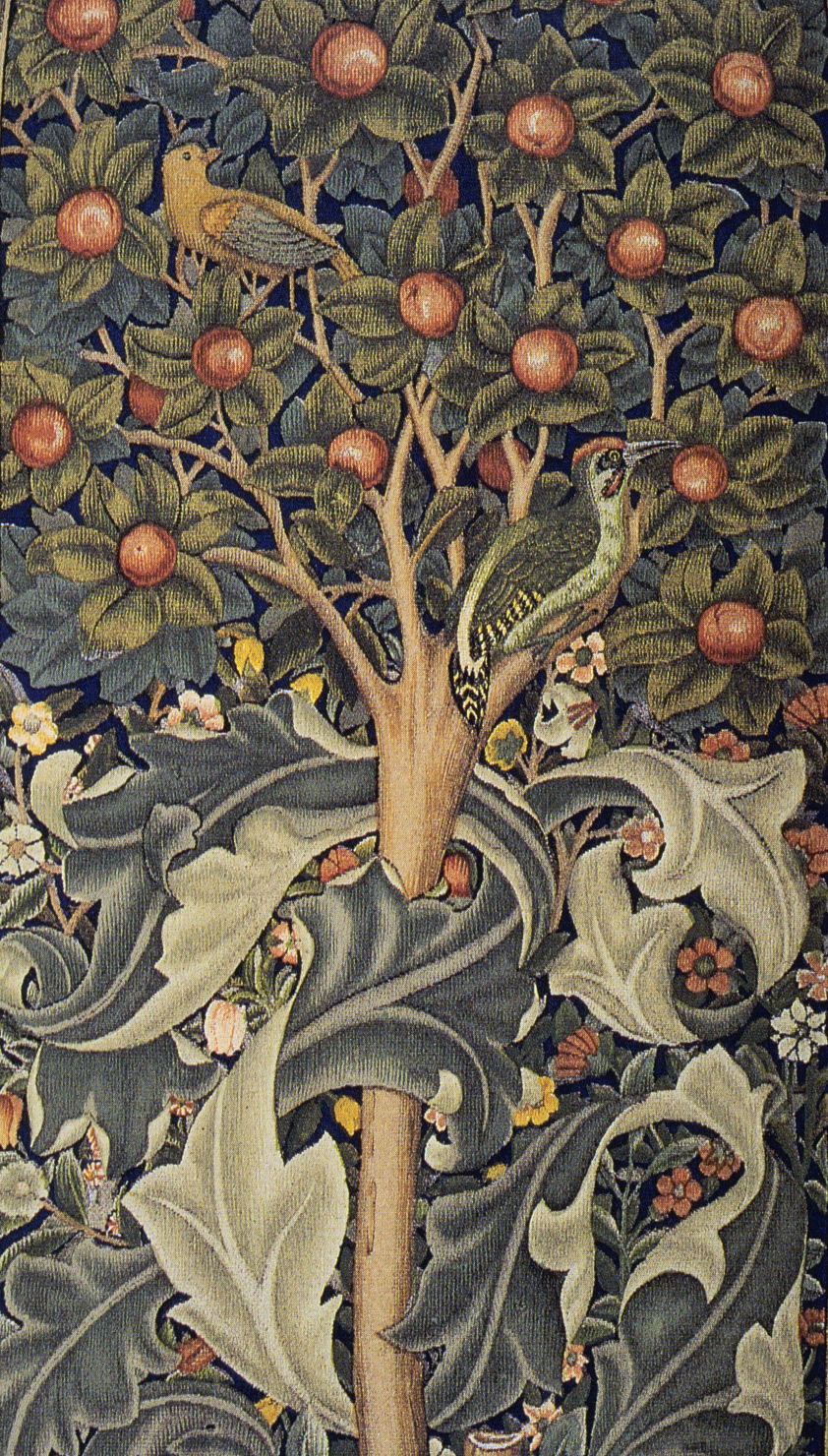
タペストリー(1885)

## 家族

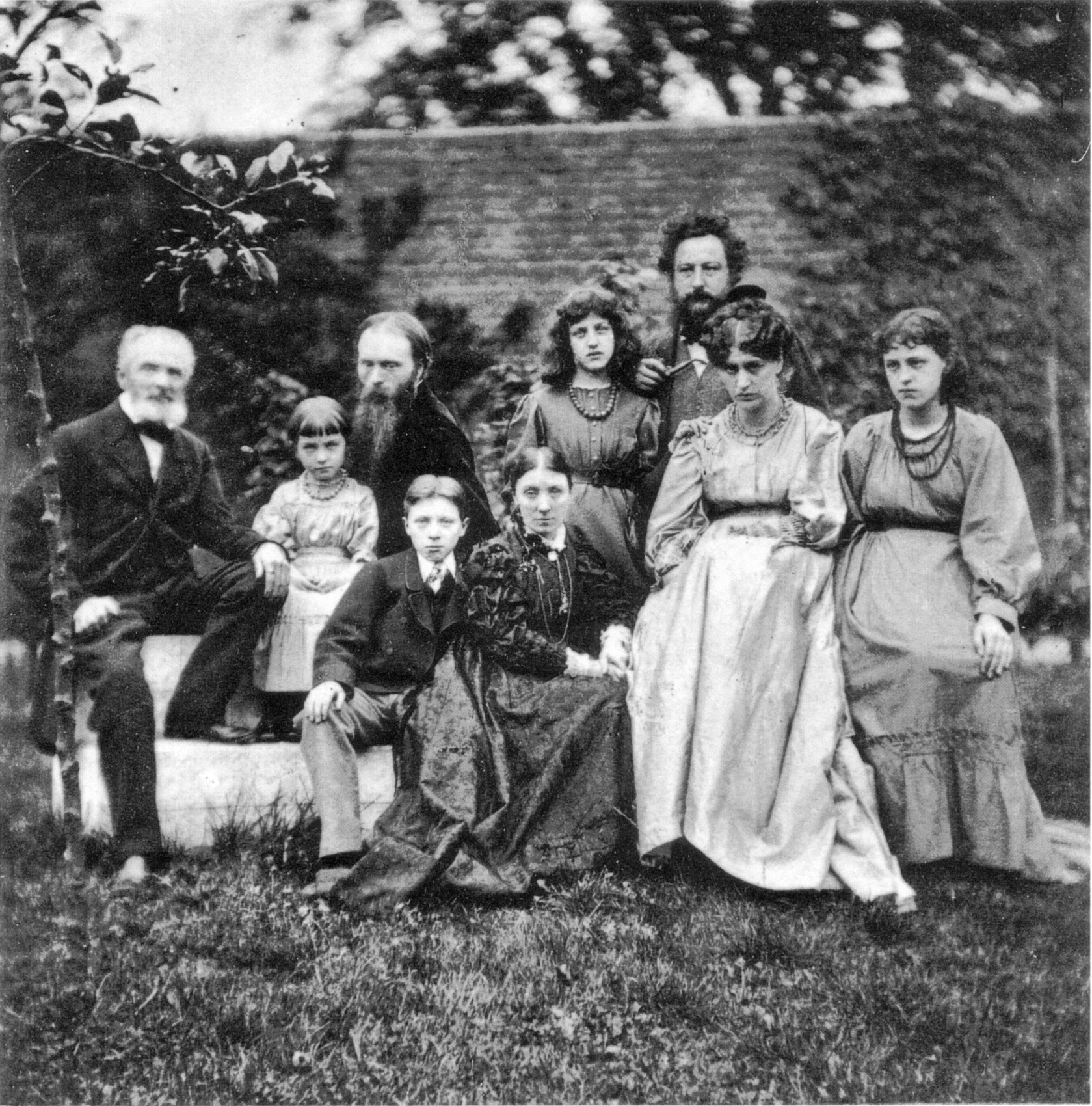
モリス一家（右側）とエドワード・バーン＝ジョーンズ一家（左側）。右からジェーン・アリス、ジェーン、ウィリアム、メイ

- ジェーン・モリス：妻。ラファエル前派のモデルで、芸術家にインスピレーションを与えたミューズであり、スター的存在、アーティスト（刺繍家）、ロセッティと不倫関係にあった[6][7][5]。
- ジェーン・アリス・モリス（英語版）：娘、刺繍家。
- メイ・モリス（英語版）：娘、芸術刺繍（英語版）家。

## 主な著作
- 「民衆の芸術」（1879年の講演）、中橋一夫訳、岩波文庫（復刊2020年ほか）。グーテンベルク21（電子書籍、2021年より）。他に芸術論はkindle版（電子出版）で訳あり
  - 「民衆のための芸術教育」、内藤史朗訳、明治図書、1971年
- 「ジョン・ボールの夢」（1888年）、生地竹郎訳、未來社。ワット・タイラーの乱を題材にした小説
- 「ユートピアだより」（1890年）、川端康雄訳、岩波文庫、2013年（電子書籍・2015年）。旧版は松村達雄訳／五島茂・飯塚一郎訳、中公クラシックス（電子書籍・2014年）
- 「サンダリング・フラッド　若き戦士のロマンス」（遺作）、中桐雅夫訳、新編：平凡社ライブラリー（電子書籍・2014年）
- 「理想の書物」（晩年の講演・エセー集）、ウィリアム・S・ピータースン編、川端康雄訳、晶文社、1992年／新編：ちくま学芸文庫、2006年
- 『ウィリアム・モリス・コレクション』全9巻、晶文社、2000-2003年。
  - 「世界のかなたの森」（新版）小野二郎訳
  - 「ジョン・ボールの夢」 横山千晶訳
  - 「輝く平原の物語」 小野悦子訳
  - 「ユートピアだより　もしくはやすらぎの一時代」 川端康雄訳
  - 「世界のはての泉」（上下） 川端康雄・兼松誠一訳
  - 「不思議なみずうみの島々」（上下） 斎藤兆史訳
  - 「アイスランドへの旅」 大塚光子訳
- 『地上の楽園　春から夏へ』 、『秋から冬へ』、森松健介訳、音羽書房鶴見書店、2016-2017年。長編物語詩
- 『社会主義　その成長と帰結』 E・B・バックス共著、川端康雄監訳、晶文社、2014年。大内秀明監修
- 『素朴で平等な社会のために』 城下真知子訳、せせらぎ出版、2019年
- 『小さな芸術　社会・芸術論集Ⅰ』 川端康雄編訳、月曜社、2022年。講演集8篇
  - 続編『Ⅱ 有用な仕事と無用な労苦』、『Ⅲ 楡の木陰で』、未刊：2025年以降予定

### 伝記・紹介
- 加田哲二 『ウヰリアム・モリス』 岩波書店、1924年
- 壽岳文章ほか 『モリス記念論集』 沖積舎、1996年（復刻）、原版はモリス生誕百年記念協会、川瀬日進堂書店、1934年
- 壽岳文章 『モリス論集』 沖積舎（ちゅうせき叢書16）、1993年（新編復刻）- 以上は日本における最初期の紹介
- 小野二郎 『ウィリアム・モリス　～ラディカル・デザインの思想～』 中公文庫（解説小野悦子）、1992年、改版2011年
  - 初刊版は中公新書（1973年）。集大成に『著作集1　ウィリアム・モリス研究』（晶文社、オンデマンド版2007年）
- 小野二郎 『ウィリアム・モリス通信』 川端康雄編、みすず書房〈大人の本棚〉、2012年 - 紀行・エッセイ
- 藤田治彦 『ウィリアム・モリス　近代デザインの原点』 鹿島出版会〈SD選書〉、1996年 - 伝記
- 藤田治彦 『もっと知りたい　ウィリアム・モリスとアーツ＆クラフツ』 東京美術、2009年 - 入門書
- 藤田治彦監修 『ウィリアム・モリス　原風景でたどるデザインの軌跡』 求龍堂、2017年 - 図版書
- 南川三治郎写真・解説 『ウィリアム・モリスの楽園へ』 世界文化社〈ほたるの本〉、2005年 - 図版書
- 『図説 ウィリアム・モリス　ヴィクトリア朝を越えた巨人』 河出書房新社〈ふくろうの本〉、2008年 - 図版書

ダーリング・ブルース／ダーリング・常田益代編・解説
- 海野弘編・解説 『ウィリアム・モリス　クラシカルで美しいパターンとデザイン』パイインターナショナル、2013年 - 図版書
- 大内秀明 『ウィリアム・モリスのマルクス主義』 平凡社新書、2012年 - 入門書
- ピーター・スタンスキー 『ウィリアム・モリス』 草光俊雄訳、雄松堂出版、1989年 - 小著
- クリスチーン・ポールソン 『ウィリアム・モリス　アーツ・アンド・クラフツ運動創始者の全記録』 小野悦子訳、美術出版社「アートガイド」、1992年 - 図版書
- 川端康雄 『ウィリアム・モリスの遺したもの』 岩波書店、2016年 - 全15章の研究
- E・P・トムスン『ウィリアム・モリス――ロマン派から革命家へ』川端康雄監訳、月曜社、2025年 - ※以下は大著
- 蛭川久康 『評伝 ウィリアム・モリス』 平凡社、2016年
- フィリップ・ヘンダースン 『ウィリアム・モリス伝』 川端康雄・志田均・永江敦訳、晶文社、1990年
- ポール・トムスン 『ウィリアム・モリスの全仕事』 白石和也訳、岩崎美術社、1994年
- ウィリアム・S・ピータースン 『ケルムスコット・プレス－ウィリアム・モリスの印刷工房』 湊典子訳、平凡社、1994年
- リンダ・パリー編 『ウィリアム・モリス』 多田稔監修、河出書房新社、1998年
- アンナ・メイソン編 『ウィリアム・モリス百科図鑑－人物・作品・遺産』 村田綾子訳、柊風舎、2023年

## モリスゆかりの地
- ウィリアム・モリス・ギャラリー（ロンドン郊外）：幼少期を過ごした家。公開。
- 赤い家（ロンドン郊外）：アーツ・アンド・クラフツの代表作。フィリップ・ウェッブ設計、インテリアはモリスや友人が手がけた。現在はナショナルトラストが所有。
- ヴィクトリア&アルバート美術館（ロンドン）：モリスの部屋がある（1867年の作品）。
- ケルムスコット・マナー（英語版）（オックスフォード近く）：モリスの別荘。
- ケルムスコット・ハウス（ロンドン近郊）：18世紀の建物、モリスが晩年まで過ごした。ウィリアム・モリス・ソサイアティ本部がある。
- バイブリー - モリスが「イギリスで最も美しい村」と読んだコッツウォルズの村。